# Torahpartiet
Torahpartiet eller Förenade Torahpartiet (hebreiska: יהדות התורה) är ett ultraortodoxt politiskt parti i Israel. Partiet är i grunden negativt inställt till den israeliska staten av år 1948. Man menar istället att det historiska Israel endast kan återuppstå vid ankomsten av den väntade Messias.
När partiet gick med i den styrande regeringskoalitionen 2004 höll det inte samman längre utan splittrades i två: Degel HaTorah och Agudat Yisrael.
Från januari 2005 till mars 2006 tillhörde partiet, tillsammans med Likud och Arbetarpartiet, Israels regering.